# Seewiesenbach (Feldkahl)
Der Seewiesenbach ist ein linker Zufluss der Feldkahl im Landkreis Aschaffenburg im bayerischen Spessart.

## Geographie

### Verlauf
Der Seewiesenbach entspringt südwestlich von Rottenberg. Er fließt in nordwestliche Richtung und mündet in Feldkahl in die Feldkahl.

### Flusssystem Kahl
- Liste der Fließgewässer im Flusssystem Kahl

## Einzelnachweise

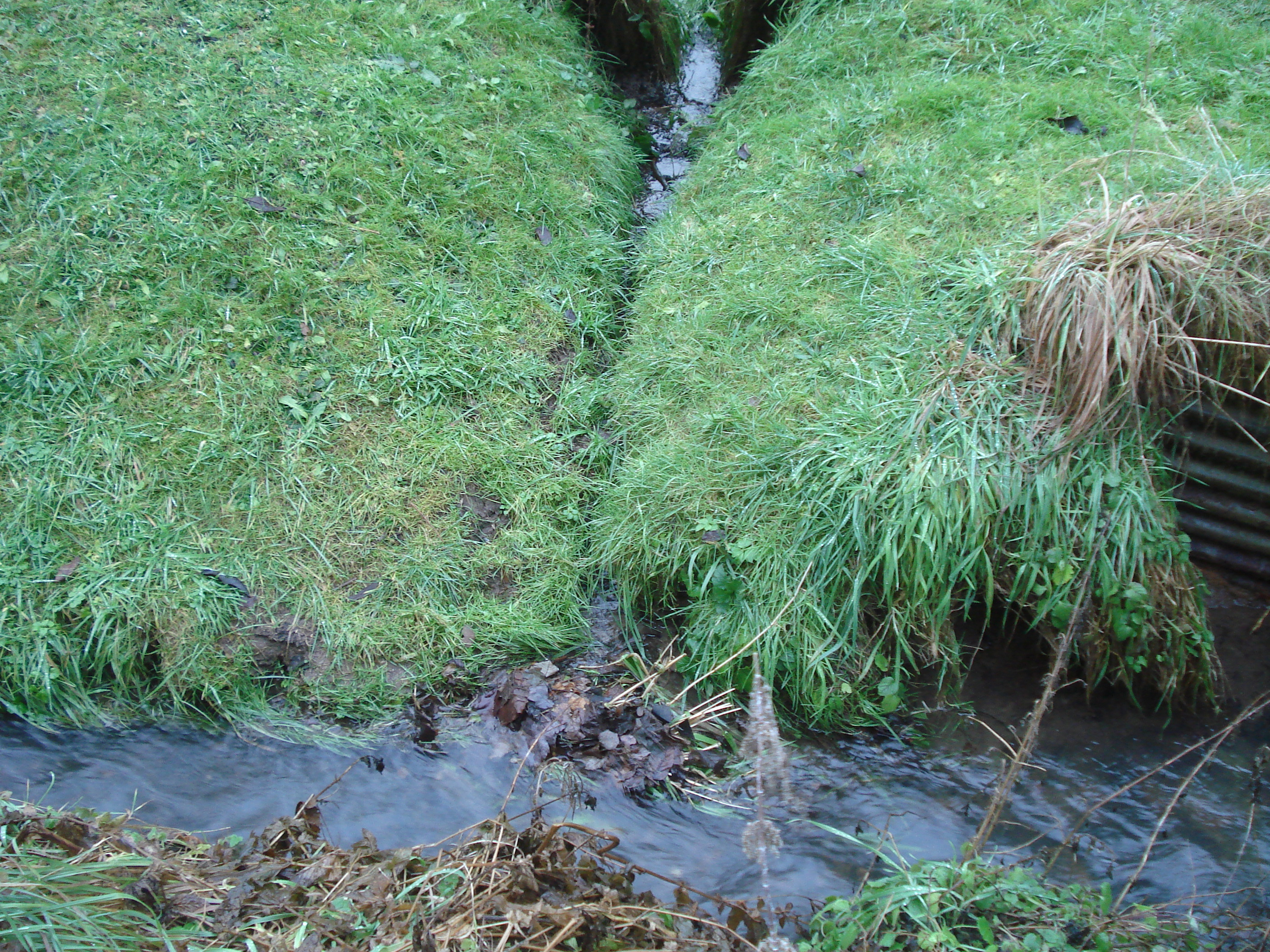
Der Seewiesenbach (hinten) mündet in die Feldkahl (von links nach rechts)